# Simmondsiaceae
Simmondsiaceae (фамилија јојобе) је фамилија дикотиледоних биљака из реда Caryophyllales. Обухвата један род са једном врстом – јојобом. Фамилија је ендемично распрострањења у југозападним деловима Северне Америке. Раније је јојоба сматрана и чланом фамилије шимшира̂ (Buxaceae).